# Casa de Melvyn Maxwell y Sara Stein Smith

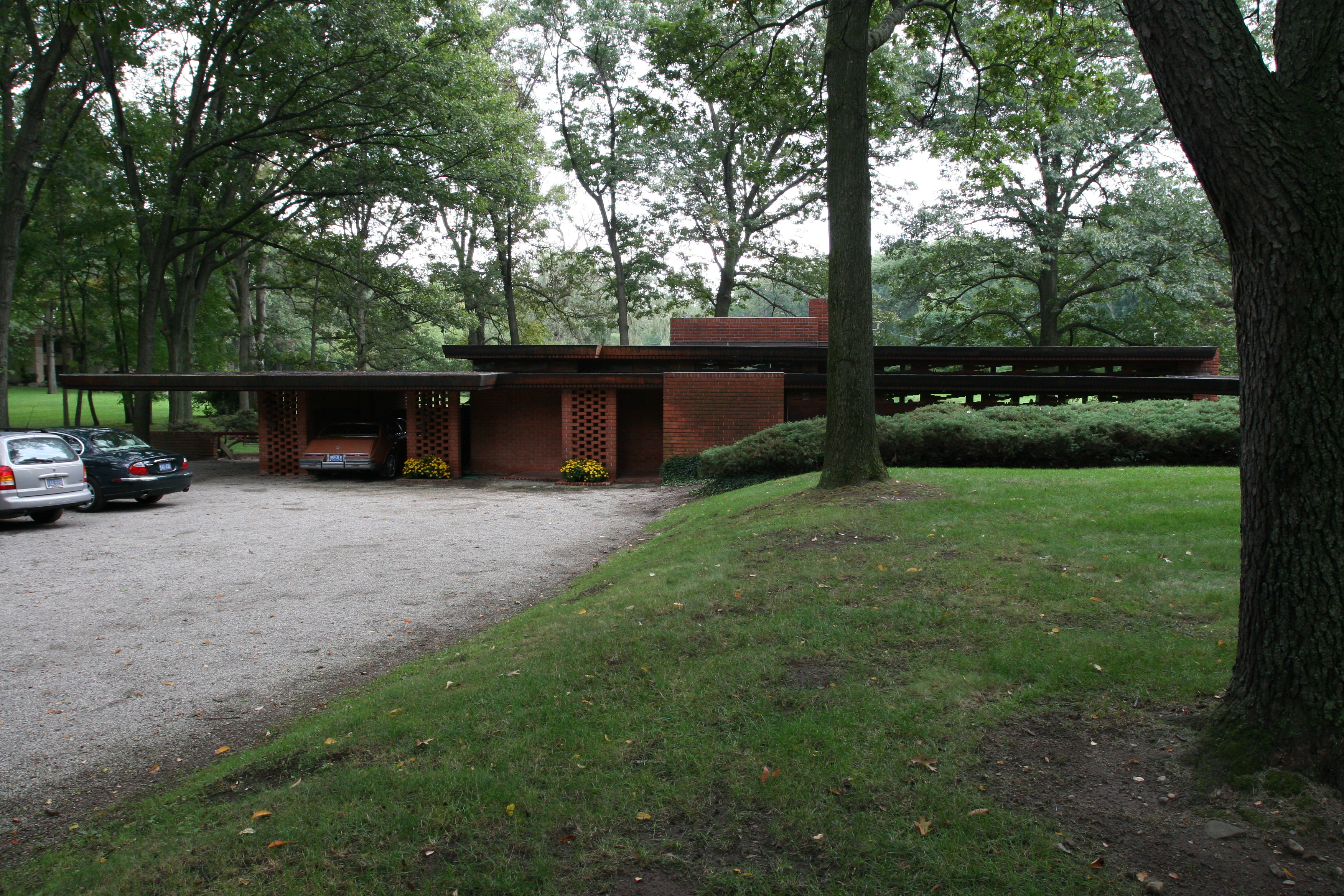
Melvyn Maxwell Smith House desde la calle

La Casa Melvyn Maxwell Smith y Sara Stein Smith, también conocida como MyHaven, es una casa usoniana diseñada por Frank Lloyd Wright que se construyó en Bloomfield Hills, Míchigan, en 1949 y 1950.  Los propietarios eran dos maestros de escuelas públicas que vivían con un presupuesto ajustado.  El diseño de paisaje de 1957 es de Thomas Dolliver Church. La casa está ahora en el Registro Nacional de Lugares Históricos. 

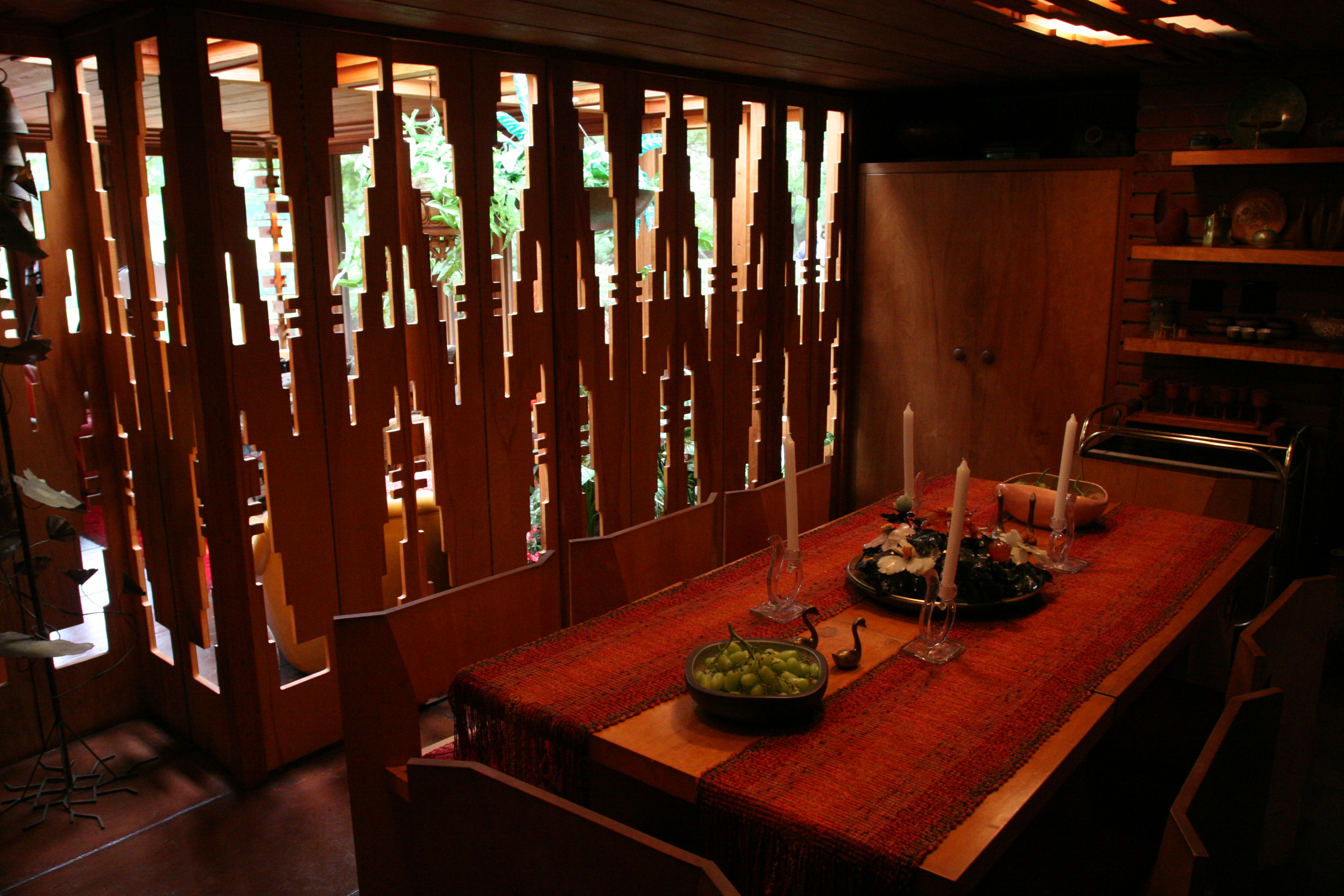
Melvyn Maxwell Smith House dining room

## Propietarios
Melvyn Maxwell Smith era hijo de inmigrantes judíos lituanos cuyo apellido original era Smiefsky.  Se convirtió en maestro de escuela primaria, y más tarde en profesor de inglés de escuela secundaria. Mientras asistía a una clase de historia del arte en la Universidad Estatal Wayne como estudiante graduado en 1939, se inspiró en una presentación de la famosa casa de Fallingwater de Wright y, en el acto, anunció su intención de construir una casa diseñada por el mismo Wright.
Sara Stein, nacida en 1907 en South Fork, Pensilvania, era hija de inmigrantes judíos lituanos. Más tarde se convirtió en una científica cristiana. También fue maestra de escuela. 
Sara Stein abrazó la visión de Smith de un hogar diseñado por Wright, y la pareja se casó el 21 de marzo de 1940. Pasaron sus carreras como maestros en las Escuelas Públicas de Detroit. Melvyn Smith murió en 1984 y Sara Smith murió en 2005.
El hogar, dotado por la Fundación Towbes en 2018, ahora es propiedad de la Comunidad Educativa Cranbrook. Las visitas están disponibles de mayo a octubre a través del sitio web del Centro Cranbrook para Colecciones e Investigación. 

## Diseño de la casa

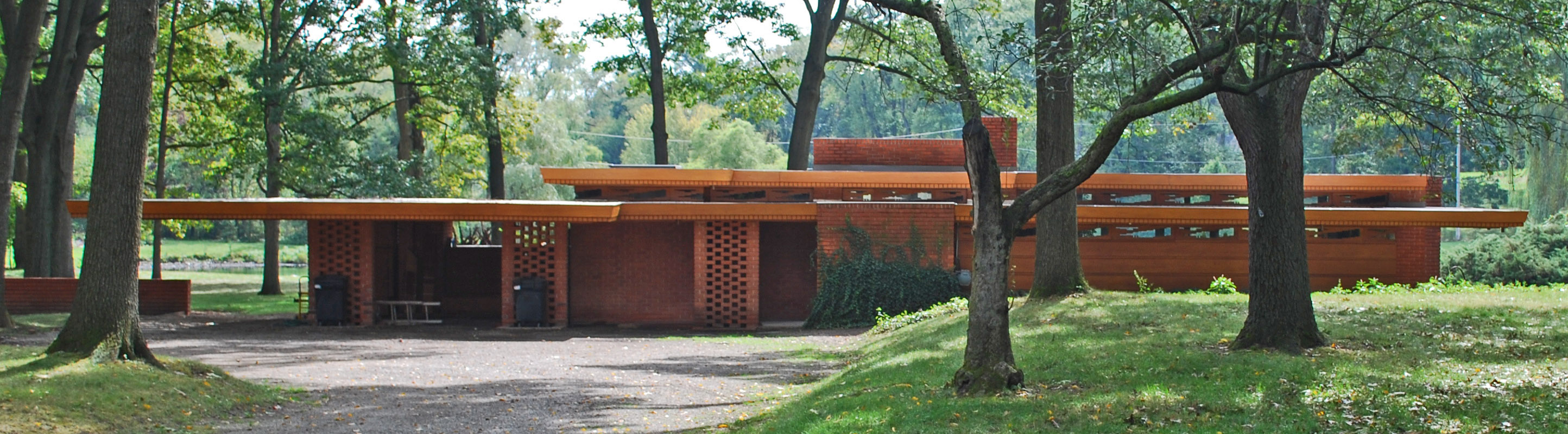
Casa Melvyn Maxwell y Sara Stein Smith

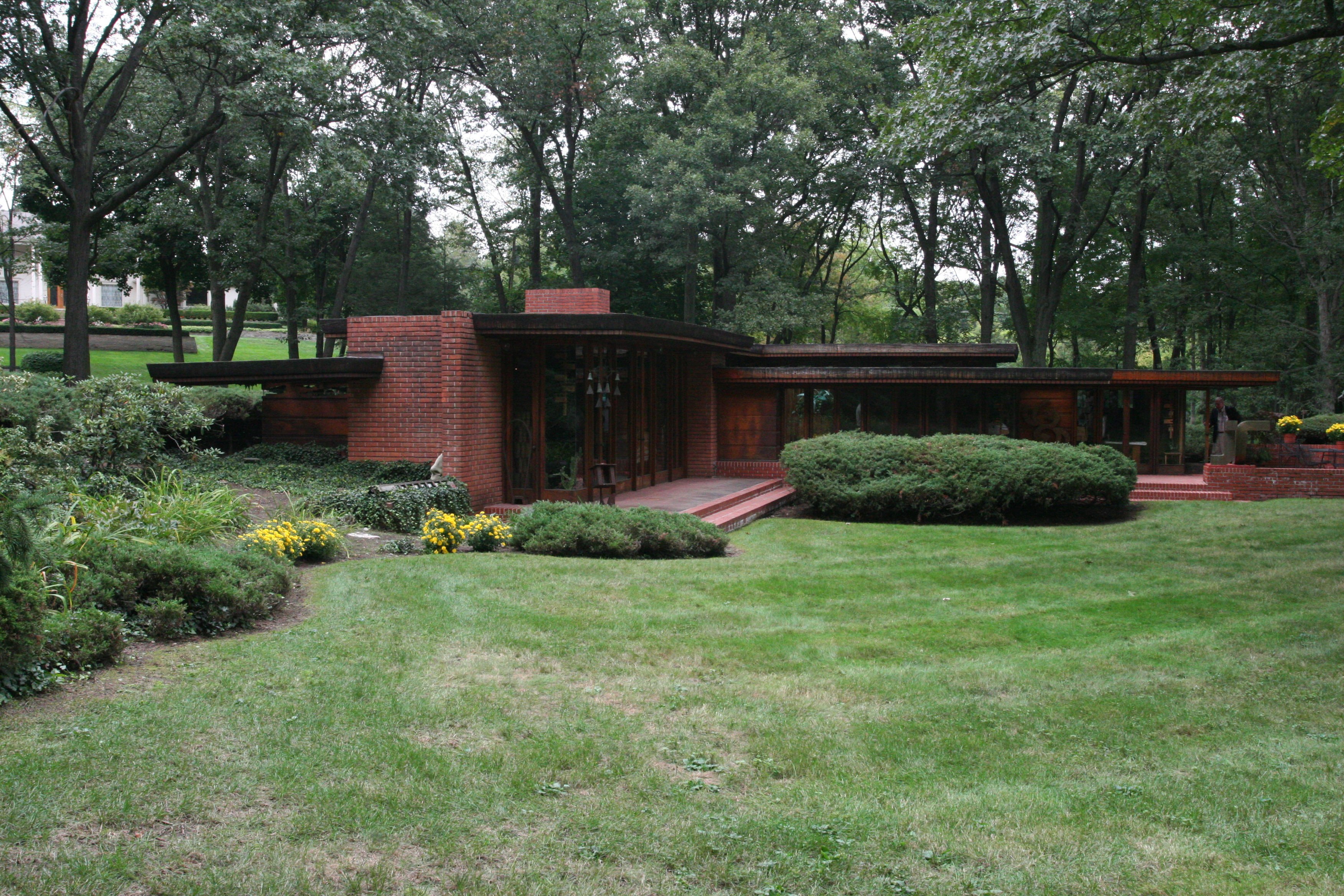
Melvyn Maxwell Smith House

En el verano de 1941, los Smith viajaron a Taliesin, el estudio de Wright cerca de Spring Green, Wisconsin.  Allí, se reunieron con Wright, quien acordó diseñar una casa para ellos con un presupuesto inicial de aproximadamente 9.000 $.
La Segunda Guerra Mundial retrasó el proyecto. Melvyn Maxwell Smith fue reclutado por el Ejército en febrero de 1942 y sirvió hasta fines de 1945. 
En el verano de 1946, los Smith compraron 3,3 acres de terreno montañoso y boscoso en Bloomfield Hills por 3.600 $, lo que representaba el total de sus ahorros en ese momento.  Nuevamente se pusieron en contacto con Wright y lo visitaron durante el fin de semana del Día del Trabajo de 1946. Después de varios retrasos, recibieron los planos preliminares de Wright en marzo de 1947. La casa tenía 1600 pies cuadrados y tenía calefacción radiante a través de tuberías de agua caliente instaladas debajo de la losa del piso.  Al igual que otros diseños de casas usonianas de Wright, la casa también contaba con energía solar pasiva. Los Smith colaboraron con Wright en varias revisiones de los planos de la casa y desarrollaron una estrecha relación con el arquitecto durante el proceso. Wright aceptó incorporar todos los cambios que propusieron, y el diseño se finalizó en septiembre de 1949. El arquitecto William Wesley Peters, quien se desempeñó como presidente de la Fundación Frank Lloyd Wright, escribió que Wright "nunca tuvo clientes más grandes en el sentido de amor y aprecio que Melvyn Maxwell y Sara Smith. Era un camino de dos vías porque cuanto más regresaba a Frank Lloyd Wright, más daba, así que era una ganancia doble ".

## Construcción

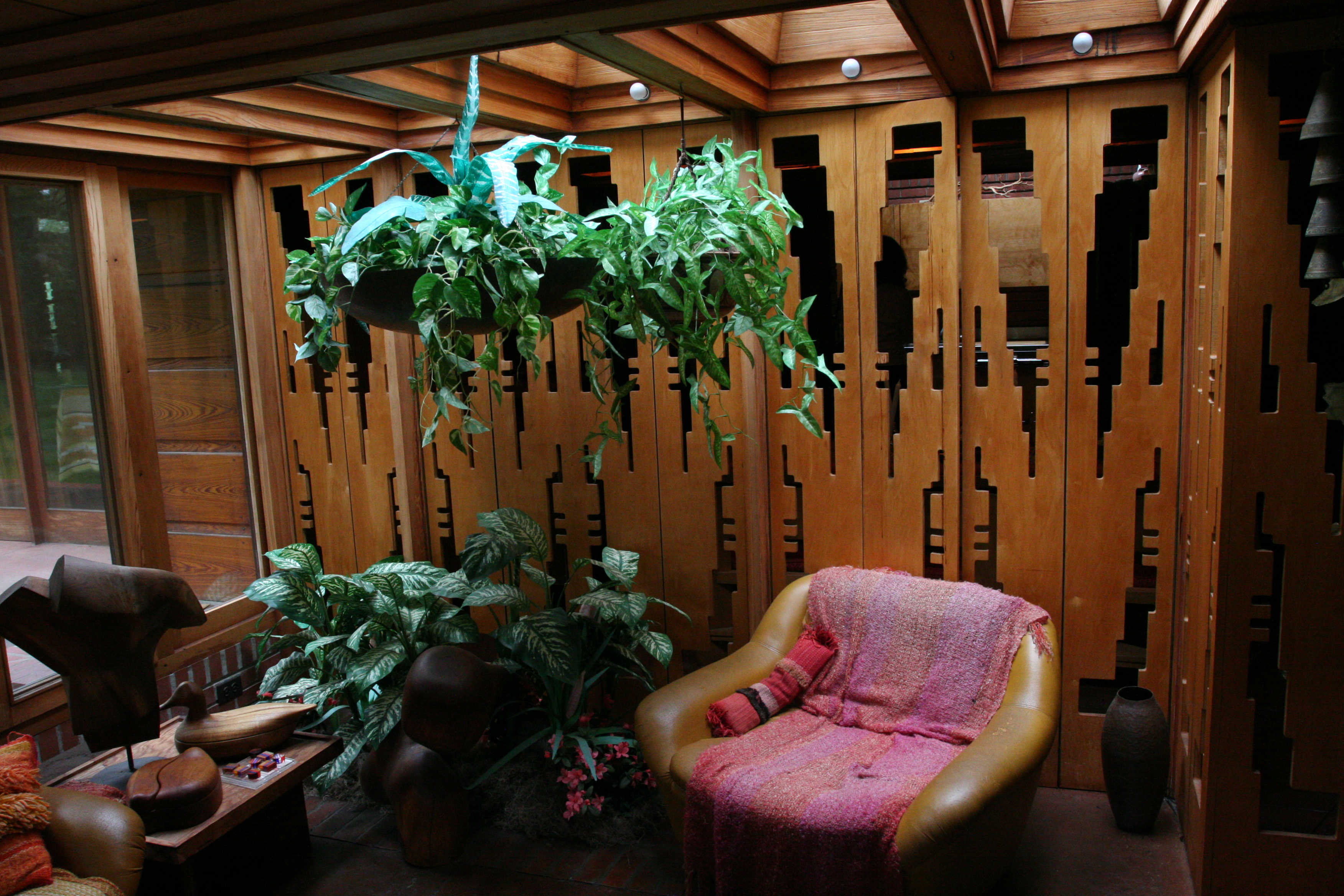
Melvyn Maxwell Smith House living room

Siguiendo el consejo de Wright, Melvyn Maxwell Smith decidió actuar como su propio contratista general, de modo que pudiera ahorrar dinero y mantener los estándares de calidad que esperaba. Reclutó trabajadores calificados que querían trabajar en una casa diseñada por Wright tanto que aceptarían un salario más bajo de lo normal.  Los proveedores de materiales de construcción también proporcionaron bienes, como 14.000 pies de tablas de madera de ciprés de veta roja a precios de descuento debido a su deseo de participar en un proyecto de Wright. De joven, antes de su carrera como promotor de centros comerciales, A. Alfred Taubman proporcionó todas las ventanas con un gran descuento porque consideraba la casa como una "estructura fantástica".
Durante el período de construcción en 1949 y 1950, los ingresos combinados de los Smiths fueron de 280 $ al mes. Solo podían gastar lo que habían ahorrado, de modo que la adquisición de los fondos necesarios ralentizó la construcción, Sara trabajaba durante el verano a menudo en los campamentos de verano del Teatro Cranbrook, mientras que Smith supervisaba el edificio. Tenían que "escatimar y ahorrar de muchas maneras".
Se mudaron a la casa en mayo de 1950, con acabados mínimos. Un año más tarde, recibieron como regalo de inauguración de su cuñado Irving Goldberg una mesa de comedor de arce con ocho sillas de arce, dos mesas de café y seis cojines, todos diseñados por Frank Lloyd Wright como parte de los planos de la casa y elaborados por los Maestros carpinteros de la empresa Goldberg.

## Visitas de Frank Lloyd Wright

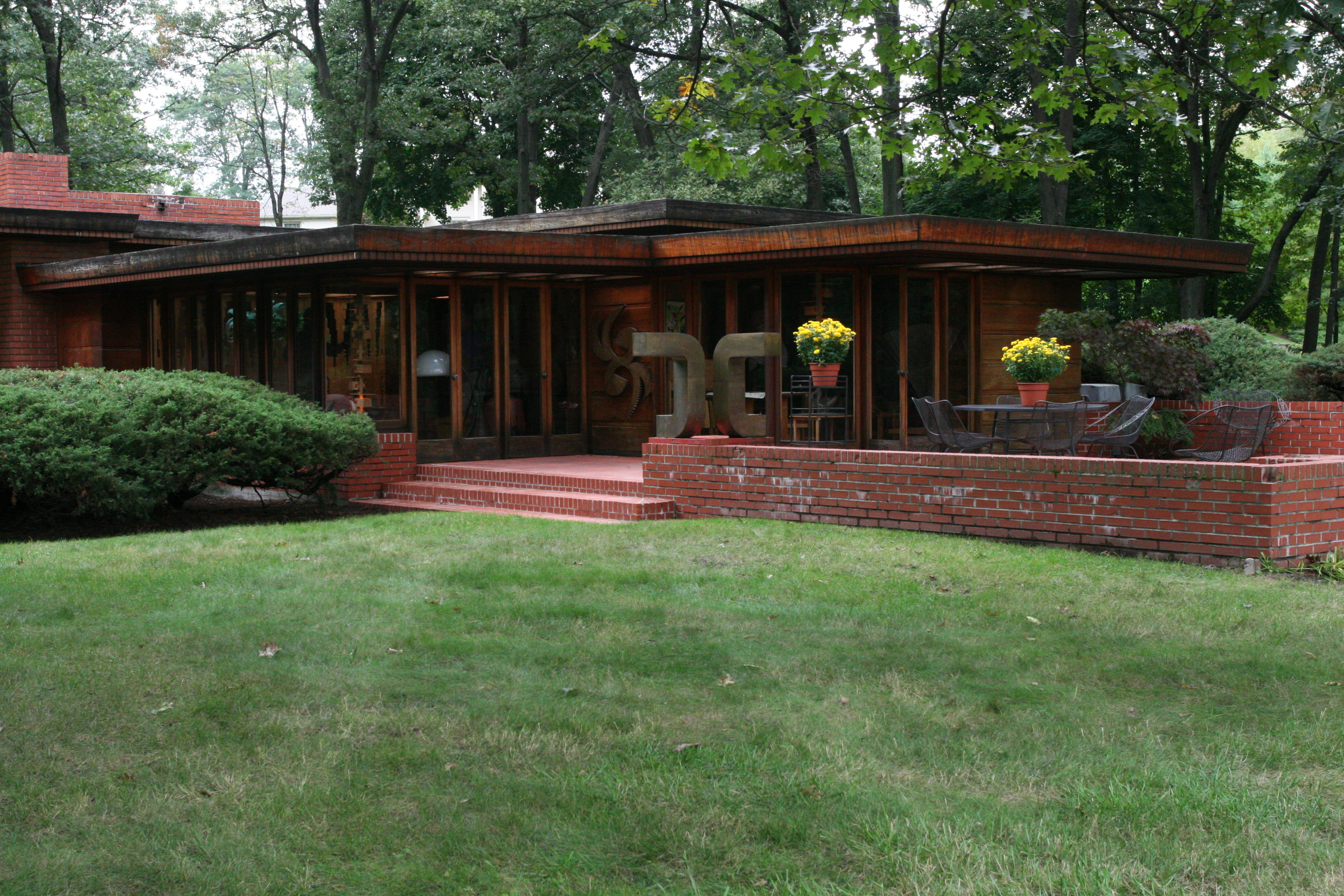
Melvyn Maxwell Smith House

Aunque la construcción fue supervisada principalmente a distancia por uno de los subordinados de Wright, John H. Howe, Wright visitó la casa en 1951, y la llamó "mi pequeña joya". Visitó la casa de nuevo en 1953 y 1957. 

## Paisajismo y colección de arte.
En 1957, Melvyn Smith se reunió con el arquitecto paisajista Thomas Dolliver Church, quien visitó la casa y se quedó para una cena de espaguetis preparada por Sara Smith. Church pasó la noche como su invitado, y en la mañana siguiente produjo un plan de paisaje en el lugar por una tarifa nominal.
La casa está ubicada cerca de la comunidad educativa de Cranbrook y, a lo largo de los años, los Smith construyeron una extensa colección de arte, en que la mayoría de las obras fueron de artistas asociados a Cranbrook. Entre ellos se encuentran un cofre macizo de Paul R. Evans, una escultura de gacela de Marshall Fredericks, y obras de muchos otros artistas, como esculturas de Harry Bertoia, esculturas exteriores de Mike Calligan, tejidos de Urban Jupena, esculturas interiores de James Messana y un Busto esculpido de Melvyn Maxwell Smith por Robert Schefman.  El presidente de Cranbrook, Roy Slade, elogió la casa por ejemplificar "la integración del arte, la arquitectura y la naturaleza".
El fotógrafo de arquitectura Balthazar Korab produjo una imagen ampliamente reproducida de la escultura "Puente Natural" de Calligan con la casa como telón de fondo. Más tarde, los Smiths recolectaron obras de Glen Michaels, incluida una pantalla de acordeón para cerrar la cocina del comedor y un tríptico de mosaico instalado sobre la chimenea. La casa fue modificada en 1968 en consulta con el arquitecto de la Fundación Frank Lloyd Wright, William Wesley Peters, para convertir la terraza sur en una sala de jardín". La casa tiene ahora 1800 pies cuadrados. 

## Significado
De acuerdo con la Oficina de Preservación Histórica del Estado de Míchigan, "el uso de planos de techos horizontales fuertes, voladizos y el paisaje enfatizan la relación integrada de la estructura" y concluyen que la casa es "un excelente ejemplo de la filosofía de diseño usoniana de Frank Lloyd Wright para albergar al hombre 'común' ".
El Registro Nacional de Lugares Históricos describió las características de la casa que incluyen "ingeniosas técnicas de construcción, espacios interiores que fluyen libremente al aire libre, así como una relación 'orgánica' con el sitio" y concluyeron que "la casa es especialmente agradable por la noche Cuando los espacios adquieren un ambiente festivo. Por la noche, desde el exterior, las luces se reflejan en las grandes paredes de vidrio y en las esquinas de vidrio a inglete y le dan a la casa una calidad cristalina".

## Otras lecturas
- Storrer, William Allin. The Frank Lloyd Wright Companion. University Of Chicago Press, 2006, ISBN 0-226-77621-2 (S.287)